# Trine Bonnerup
Trine Bonnerup Gade (født 1978) er en dansk danser. Hun er uddannet fra henholdsvis Balettakademien i Göteborg, Danseværkstedet i København og Gymnastikhøjskolen i Ollerup. 
Hun har medvirket i bl.a. Vem Där? og Nøddeknækkeren på Teater Thalia i Göteborg, A Chorus Line på GöteborgsOperan samt Rhapsody in Rock på Ullevi Stadion i Göteborg. Hun har endvidere medvirket i forestillinger på Det ny Teater, f.eks. The King And I, Chicago, The Producers og Beauty and the Beast.